# Attentat de Senlis
L'attentat de Senlis est un attentat survenu le 13 décembre 1789 à Senlis, en France, ayant fait 26 morts et 41 blessés.

## Contexte
L'attentat survient lors de la Révolution française, mais Senlis ne connaissait pas d'agitations et la Révolution n'a pas beaucoup marqué la ville.

## Déroulement
Le 13 décembre 1789, un défilé des arquebusiers allant de l'hôtel de ville à la cathédrale, en passant par la rue de Châtel, débute à midi. En arrivant à la rue de Châtel, Louis Michel Rieul Billon a tiré sur la compagnie depuis sa maison provoquant un mouvement de panique dans la foule. Il réussit à tuer le commandant de l'Arquebuse qui l'avait expulsé. Après s'être fait repérer, il se cache dans sa maison et continue à tirer puis fait exploser sa maison. Il était alors blessé et la Compagnie des chasseurs allait le tuer. L'attentat a fait 26 morts dont des membres de la garde nationale et 41 blessés.

## Auteur
Louis Michel Rieul Billon était horloger, membre de la Compagnie des Chevaliers de l'Arquebuse. Il habitait rue de Châtel, à Senlis. Il était vexé d'avoir été chassé de la compagnie d'arquebuse après une affaire d'argent qui tourna en sa défaveur. Il a donc décidé de se venger en commettant un attentat.

## Sources bibliographiques
- Guillaume Mazeau, « Violence politique et transition démocratique : les attentats sous la Révolution française », dans La Révolution française, 1,  2012 (en ligne).
- Jean-Claude Flament, Billon, l'horloger fou : Senlis, 13 décembre 1789, Grandvilliers, Delattre, 2011  (ISBN 978-2-36464-007-8).
- André de Maricourt, « Un Bandit Assiégé dans son Repaire », dans Lectures pour tous, revue universelle illustrée, 10, Paris, Hachette, juillet 1912, p. 841-848 (en ligne).
- Armand Fouquier, Causes célèbres de tous les peuples, 7 (123e livr.), Paris, H. Lebrun, 1864, 16 p. (en ligne).
- Jean-François Broisse, Recherches historiques sur la ville de Senlis, Senlis, 1835, p. 134-137 (en ligne).